# Katie Boyle
Caterina Irene Elena Maria Imperiali Di Francavilla, mais conhecida como Katie Boyle (Florença, 29 de maio de 1926 - Florença, 20 de março de 2018), foi uma atriz e apresentadora de televisão do Reino Unido. Apresentou o Festival Eurovisão da Canção em 1963, 1968 e 1974.